# Monika Sołubianka
Monika Sołubianka (ur. 15 czerwca 1949 w Warszawie) – polska aktorka.

## Życiorys
Absolwentka Państwowej Wyższej Szkoły Teatralnej w Warszawie (1971).
Młodsza siostra aktora Lecha Sołuby. W 1981 wyszła za mąż za Władysława Kowalskiego.

## Filmografia
- od 2021: Na sygnale jako Waleria, mama Wiktora i Beniamina
- 2011: Na Wspólnej jako Jolanta Czubak, matka Piotra, żona Mirosława
- 1996: Dzień wielkiej ryby jako bileterka na stacji
- 1987: Komediantka jako Anna Stępniak, córka Sowińskiej
- 1986: Komediantka jako Anna Stępniak, córka Sowińskiej
- 1982: Latawiec
- 1980: Królowa Bona jako Diana, dwórka Bony
- 1979: Ród Gąsieniców jako Debora
- 1976: Znaki szczególne jako Jadzia, sekretarka Jaworowicza
- 1975: Grzech Antoniego Grudy jako Danuśka
- 1974: Nie ma róży bez ognia jako prostytutka Zuzia
- 1973: Wielka miłość Balzaka jako kobieta z otoczenia Balzaka
- 1971: Agent nr 1 jako Gabriela
- 1970: Pejzaż z bohaterem jako dziewczyna pytająca o nazwę miasteczka
- 1970: Kolumbowie jako uczestniczka powstania